# Johann Michael Fehr

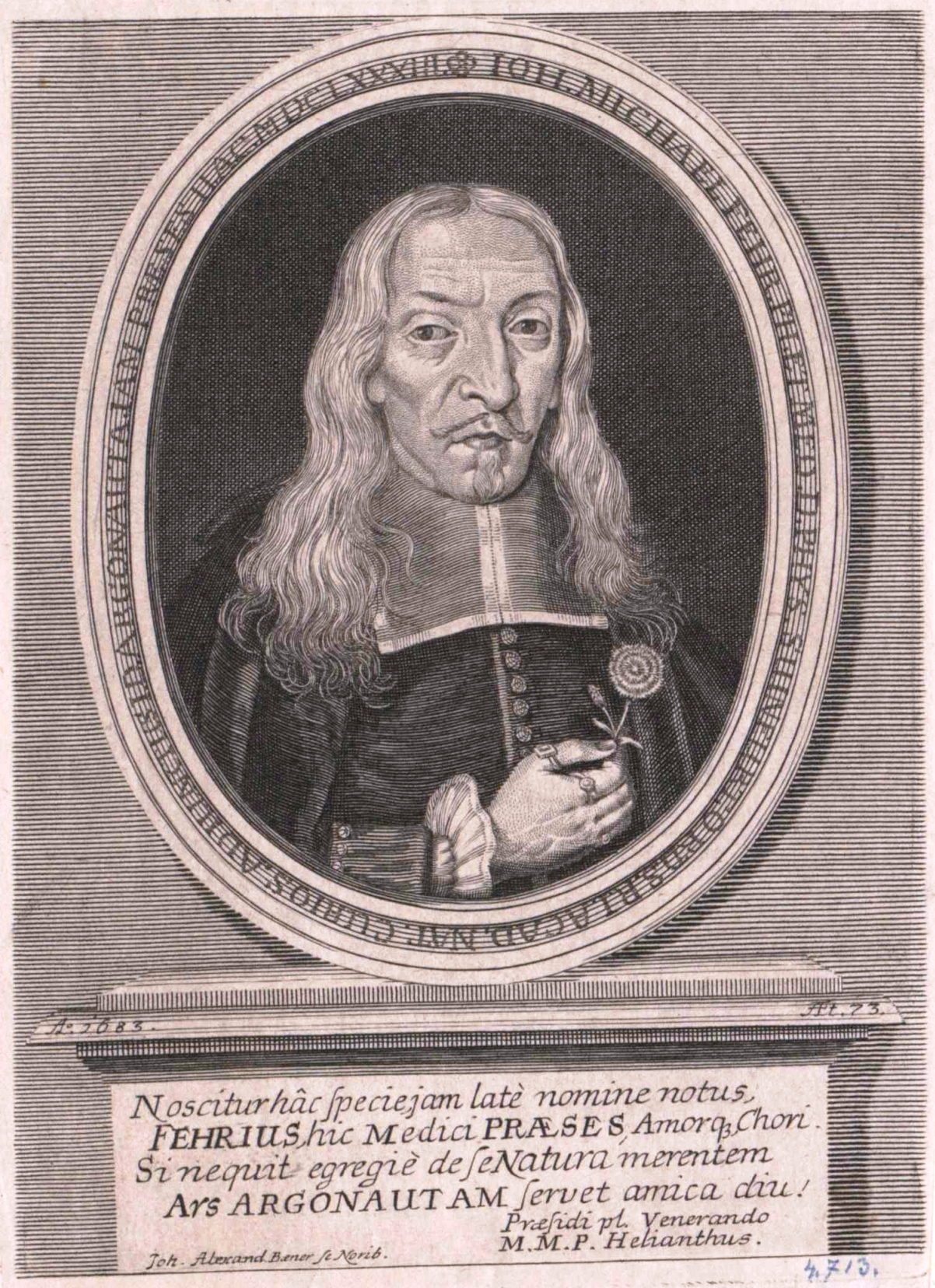
Johann Michael Fehr, Stich von Johann Alexander Böner

Johann Michael Fehr (* 9. Mai 1610 in Kitzingen; † 15. November 1688 in Schweinfurt) war ein deutscher Mediziner, Stadtarzt in Schweinfurt und Mitbegründer der heutigen Nationalen Akademie der Wissenschaften (Leopoldina).

## Leben
Johann Michael Fehr war der Sohn des Hospitalmeisters von Kitzingen, Michael Fehr, und dessen Ehefrau Margarete Martin, einer Tochter des Baumeisters Hans Martin.
In den Universitäten Leipzig, Wittenberg, Jena und Altdorf bei Nürnberg studierte Fehr Medizin. Ein längeres Praktikum absolvierte er beim kursächsischen Leibarzt Johann Ruppert Sultzberger. Anschließend ging Fehr an die Universität Padua. Dort promovierte er dann 1641 zum Dr. med. et phil.
Nach seiner Rückkehr heiratete er 1642 in Schweinfurt Maria Barbara, eine Tochter des Ratsherrn Simon Meister. Mit ihr hatte er drei Töchter und vier Söhne, darunter den späteren Mediziner Johann Lorenz Fehr. Er ließ sich in Schweinfurt als Arzt nieder und betrieb nebenher noch botanische Studien. Nachdem seine erste Ehefrau gestorben war, heiratete Fehr 1658 in Schweinfurt Anna Maria, eine Tochter des Ratsherrn Johannes Otto. Mit ihr hatte er vier Töchter und drei Söhne, darunter den späteren Mediziner Johann Caspar Fehr (1668–1739).
Am 1. Januar 1652 gründete er (Matrikel-Nr. 2) zusammen mit seinen Kollegen Johann Lorenz Bausch, Georg Balthasar Metzger und Georg Balthasar Wohlfahrt die Academia Naturae Curiosorum, die heutige Nationale Akademie der Wissenschaften Leopoldina. Er gab sich den Gesellschaftsnamen Argonauta I. und übernahm 1666 nach dem Tod des ein Jahr zuvor verstorbenen ersten Präsidenten Johann Bausch das Amt des Präsidenten in Schweinfurt. Fehr hatte dieses Amt bis 1686 inne und wurde von Johann Georg Volckamer abgelöst.
1666 wurde Fehr auch Nachfolger seines Kollegen Johann Lorenz Bausch als Stadtarzt. 1672 avancierte Fehr zum Reichsvogt von Schweinfurt und 1686 berief man ihn zum kaiserlichen Leibarzt.
Aus gesundheitlichen Gründen legte Fehr 1687 alle seine Ämter nieder. Ein Jahr später starb er im Alter von 78 Jahren am 15. November 1688 in Schweinfurt.

## Schriften (Auswahl)
- Anchora sacra vel Scorzonera (1666)
- Hiera picra[2] seu analecta de absynthio (1667)